# Balch

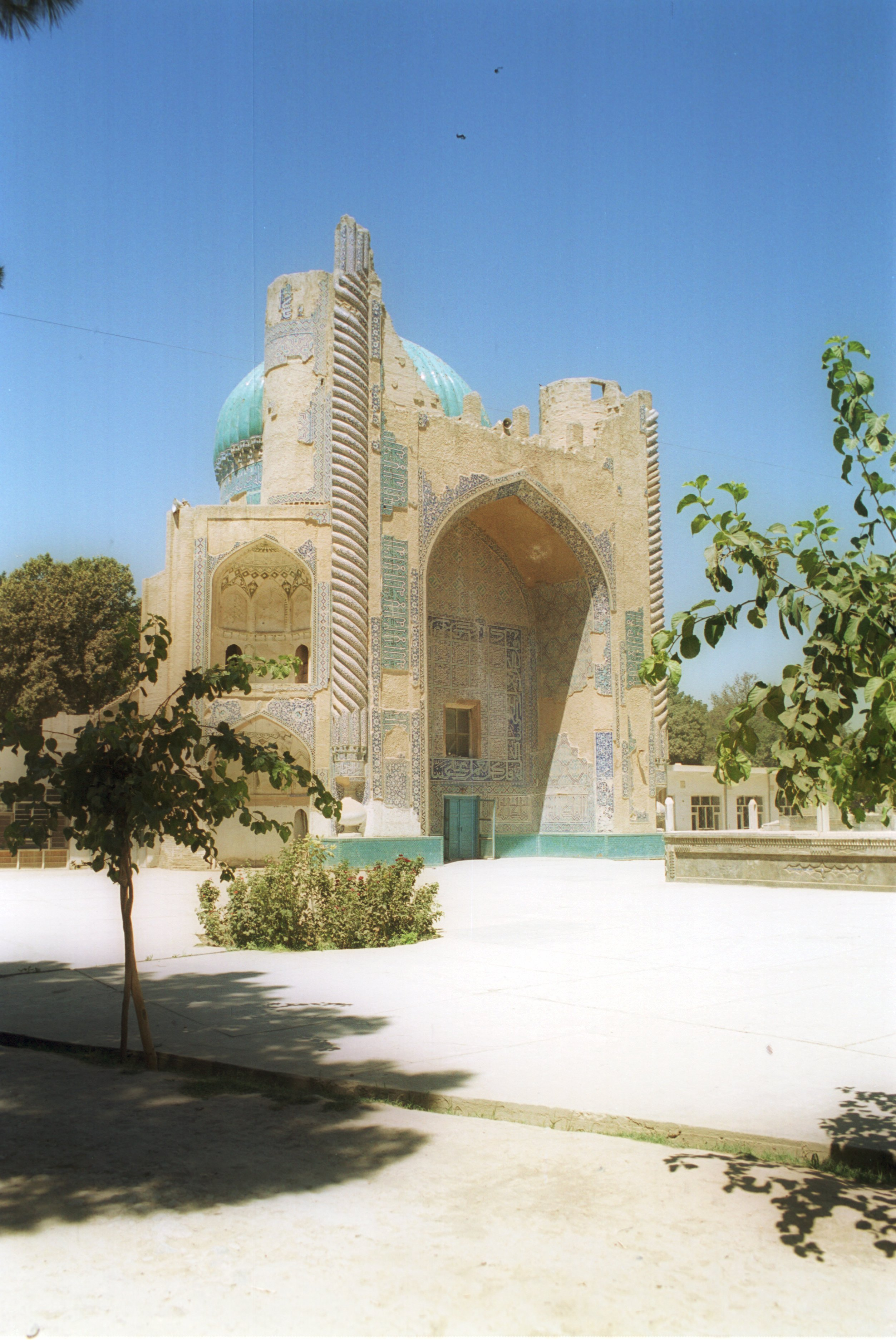
Ruine ale Masjid Sabz (Moscheia Verde)

Balch (persană: بلخ Balkh; bactriană: βαχλο ẞaxlə) este un oraș din nordul Afganistanului. În antichitate se numea Paktra, ulterior Bactria. A fost centrul spiritual al zoroastrismului.

## Legături externe
- Cum arată un oraș cu o vechime de peste 3.000 de ani Historia.ro Arhivat în 2 mai 2014, la Wayback Machine.